# Radio Ave Maria
Radio Ave Maria (RAM) (Slogan La voix de l'Eglise Famille de Ouagadougou) ist ein römisch-katholischer Hörfunksender in Burkina Faso. Er gehört zur World Family of Radio Maria, dem weltweiten Verbund katholisch-marianischer Hörfunksender. Über den Status seines Betriebs ist in Europa nichts bekannt (Stand 2020).

## Geschichte
Der Sender nahm am 12. Dezember 1993 unter dem Namen Radio Partage seinen Betrieb auf. Später wurde er anlässlich einer Partnerschaft mit Radio Maria in Italien in Radio Maria umbenannt. Seit dem Jahr 2005 nennt sich der Sender Radio Ave Maria. Ziele sind unter anderem die Missionierung im Sinne der römisch-katholischen Kirche und die Aufklärung der Bevölkerung in Fragen von Familie, Jugend und Gesundheit. Direktor ist der Geistliche Henri Zongo; zu den ehemaligen Direktoren zählt Joseph Kinda. 2009 wurde der Sender von der örtlichen Diözese als Träger übernommen.
Der Sitz des Senders ist in der Avenue de la Cathédrale bei der Kathedrale von Ouagadougou.

## Programm
Schwerpunkte des Programms sind Bibelauslegungen und Gebetssendungen, sowohl als Livesendungen, als auch als Aufzeichnungen. Der Sender selbst beschreibt seine Programmziele so: „Religiöse, kulturelle, wirtschaftliche und soziale Bildung und Information per Radio im Geiste der Weltfamilie von Radio Maria und die offizielle Lehre der katholischen Kirche.“

## Verbreitungswege
Der Sender verfügte in Ouagadougou/Kadiogo über einen Sender und sendete auf UKW 91,6 MHz. Der Sender wurde später außer Betrieb gesetzt.